# Железнодорожный транспорт в Воронежской области

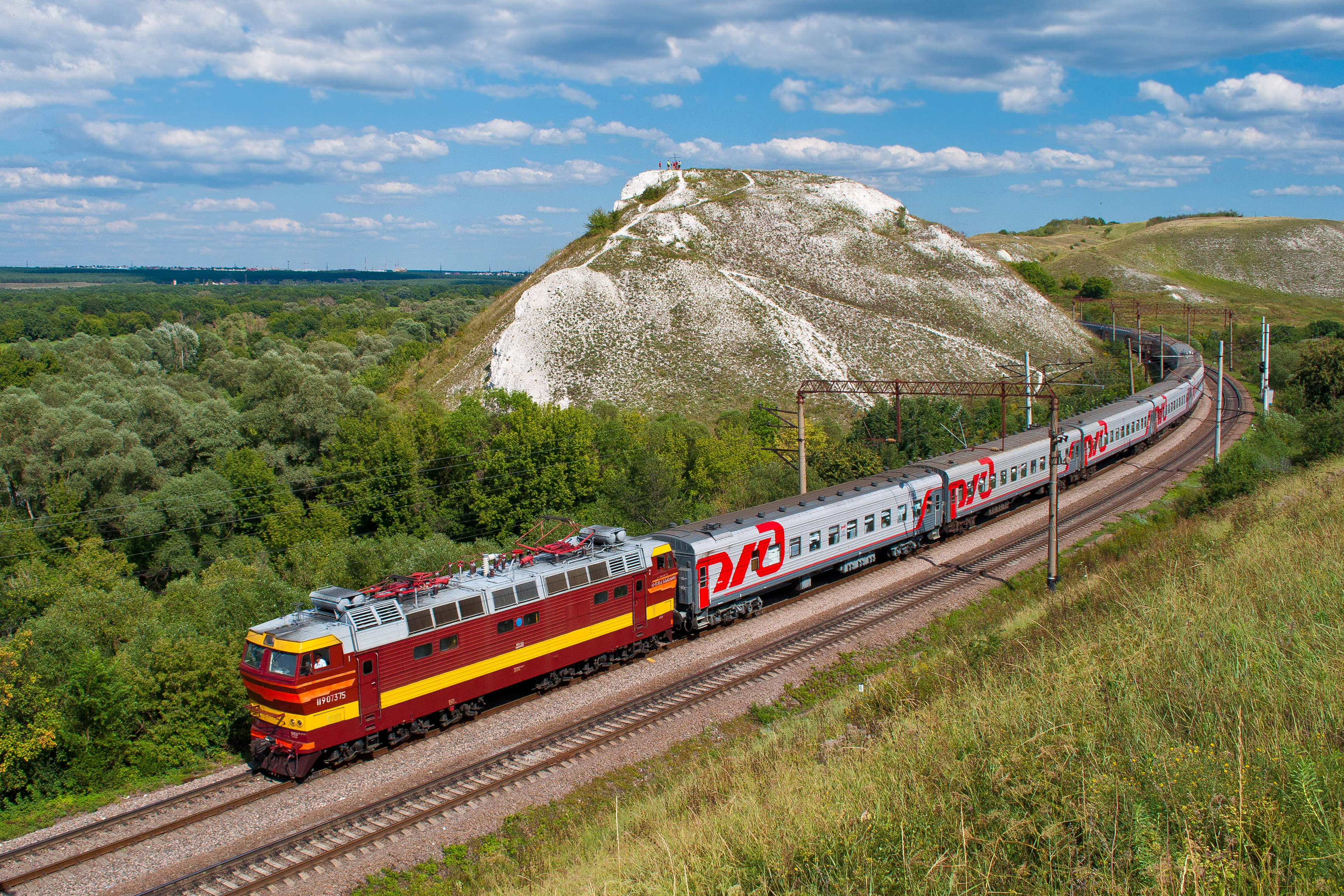
Поезд на фоне горы Шатрище

Железнодорожный транспорт в Воронежской области развивается с 1869 года когда была построена линия Козлов (ныне Мичуринск) — Воронеж. Железнодорожная сеть региона представлена транзитной железнодорожной магистралью Москва — Воронеж — Ростов-на-Дону — Адлер и другими железнодорожными линиями. Железнодорожные линии области обслуживаются Юго-Восточной железной дорогой.

## История и перспективы
Первая железнодорожная линия на территории современной Воронежской области появилась в 1869 году, при продлении Рязанско-Козловской железной дороги от города Козлова (ныне — Мичуринск) до Воронежа. В 1876 году железная дорога была продлена от Отрожки (в районе Воронежа) в южном направлении, до Ростова-на-Дону. В 1894 году было завершено строительство участка Курск — Воронеж Киево-Воронежской железной дороги.
Во второй половине XIX века были сооружены и другие железнодорожные линии, проходящие через территорию современной Воронежской области: в 1869—1871 годы — линия Грязи — Борисоглебск — Царицын (ныне Волгоград), в 1895 году — линия Харьков — Лиски — Балашов (с тупиковой ветвью на Коротояк — ныне разобрана), в 1896 году — линия Таловая — Калач, в 1897 году — тупиковая ветвь от Графской до Анны, а в 1900 году — до Рамони.
В 1915 году построена железнодорожная ветка от линии Грязи — Поворино на Эртиль.
В 1943 году строилась железнодорожная линия Эртиль — Анна — Таловая, однако она так и не была достроена, и впоследствии разобрана.
В 1948 году в построена тупиковая железнодорожная ветка из Россоши в Ольховатку.
В конце 1950-х начато строительство двух небольших тупиковых железнодорожных веток на строящиеся посёлки городского типа Нововоронежский и Хохольский.
В 1962 году электрифицирован участок Лиски — Зверево (Ростовская область).
В 1970-е годы построена железнодорожная линия Бутурлиновка — Павловск, предназначенная для вывоза щебня. Южнее станции Павловск-Воронежский есть «островная» электрификация.
По утверждённой в 2008 Правительством России Стратегии развития железнодорожного транспорта РФ до 2030 года, до конца 2015 года по территории Воронежской области должна пройти часть построенной железной дороги Прохоровка (Белгородская область) — Журавка (Воронежская область) — Чертково (Ростовская область) — Батайск общей длиной 748 км. В 2014 году в связи с кризисом в российско-украинских отношениях строительство дороги в обход Украины было форсировано. В 2017 году линия вместе с расположенной на ней станцией Зайцевка была введена в эксплуатацию, в сентябре на неё были переведены грузовые, а в ноябре-декабре — и пассажирские поезда.
Через Воронежскую область также планировалось до 2030 года провести высокоскоростную железнодорожную магистраль Москва — Адлер.

## Предприятия и инфраструктура
Железнодорожные линии, проходящие по территории области:
- часть двухпутной электрифицированной железнодорожной магистрали Москва — Адлер (отрезок протяжённостью более 320 км.), пересекающей область с севера на юг, от границы с Липецкой областью через Графскую (ответвления — тупиковые однопутные  ветви на Рамонь (электрифицированная) и Анну), Отрожку (примыкание линии на Курск), Колодезную (тупиковая ветвь на Нововоронежскую), Лиски (пересечение с линией Валуйки — Балашов), Россошь (тупиковая ветвь на Ольховатку), Журавку с ответвлением на Гартмашевку — до границы с Ростовской областью на перегоне Зайцевка - Сергеевка;
- часть двухпутной электрифицированной железнодорожной линии Харьков — Валуйки — Балашов, пересекающей область с запада на восток, от границы с Белгородской областью через Лиски, Бобров, Таловую (с ответвлением на Бутурлиновку — Калач и от Бутурлиновки на Павловск), Новохопёрск (около 30 км по территории Волгоградской области), Поворино и до границы с Саратовской областью;
- часть однопутной железнодорожной линии Орёл — Грязи — Волгоград, проходящая по восточной окраине области от границы Тамбовской области через Есипово — Борисоглебск — Поворино до границы с Волгоградской областью, а также конечная часть 31-километровой тупиковой ветви от ст. Оборона (Тамбовская область) до ст. Эртиль на северо-востоке области;
- часть однопутной железнодорожной линии Отрожка-Касторная-Курск, проходящая от Воронежа на запад до границы с Курской областью с примыкающей ветвью Ведуга-Хохольская.

В Воронеже находится управление Юго-Восточной железной дороги.
Единственная в области сохранившаяся узкоколейная железная дорога — детская железная дорога в городе Лиски.